# Temporada de tennis 2012
Selecció dels principals esdeveniments tennístics de l'any 2012 en categoria masculina, femenina i per equips.

## Federació Internacional de Tennis

### Grand Slams
Open d'Austràlia
| Categoria          | Campions                            | Finalistes                  | Resultat                   |
| ------------------ | ----------------------------------- | --------------------------- | -------------------------- |
| Individual masculí | Novak Đoković                       | Rafael Nadal                | 5−7, 6−4, 6−2, 6−7(5), 7−5 |
| Individual femení  | Viktória Azàrenka                   | Maria Xaràpova              | 6−3, 6−0                   |
| Dobles masculins   | Leander Paes Radek Štěpánek         | Bob Bryan Mike Bryan        | 7−6(1), 6−2                |
| Dobles femenins    | Svetlana Kuznetsova Vera Zvonariova | Sara Errani Roberta Vinci   | 5−7, 6−4, 6−3              |
| Dobles mixtos      | Bethanie Mattek-Sands Horia Tecău   | Ielena Vesninà Leander Paes | 6−3, 5−7, [10−3]           |

Roland Garros
| Categoria          | Campions                    | Finalistes                             | Resultat           |
| ------------------ | --------------------------- | -------------------------------------- | ------------------ |
| Individual masculí | Rafael Nadal                | Novak Đoković                          | 6−4, 6−3, 2−6, 7−5 |
| Individual femení  | Maria Xaràpova              | Sara Errani                            | 6−3, 6−2           |
| Dobles masculins   | Maks Mirni Daniel Nestor    | Bob Bryan Mike Bryan                   | 6−4, 6−4           |
| Dobles femenins    | Sara Errani Roberta Vinci   | Maria Kirilenko Nàdia Petrova          | 4−6, 6−4, 6−2      |
| Dobles mixtos      | Sania Mirza Mahesh Bhupathi | Klaudia Jans-Ignacik Santiago Gonzalez | 7−6(3), 6−1        |

Wimbledon
| Categoria          | Campions                         | Finalistes                       | Resultat                      |
| ------------------ | -------------------------------- | -------------------------------- | ----------------------------- |
| Individual masculí | Roger Federer                    | Andy Murray                      | 4−6, 7−5, 6−3, 6−4            |
| Individual femení  | Serena Williams                  | Agnieszka Radwańska              | 6−1, 5−7, 6−2                 |
| Dobles masculins   | Jonathan Marray Frederik Nielsen | Robert Lindstedt Horia Tecau     | 4−6, 6−4, 7−6(5), 6−7(5), 6−3 |
| Dobles femenins    | Serena Williams Venus Williams   | Andrea Hlavacková Lucie Hradecká | 7−5, 6−4                      |
| Dobles mixtos      | Lisa Raymond Mike Bryan          | Ielena Vesninà Leander Paes      | 6−3, 5−7, 6−4                 |

US Open
| Categoria          | Campions                         | Finalistes                       | Resultat                    |
| ------------------ | -------------------------------- | -------------------------------- | --------------------------- |
| Individual masculí | Andy Murray                      | Novak Đoković                    | 7−6(10), 7−5, 2−6, 3−6, 6−2 |
| Individual femení  | Serena Williams                  | Viktória Azàrenka                | 6−2, 2−6, 7−5               |
| Dobles masculins   | Bob Bryan Mike Bryan             | Leander Paes Radek Štěpánek      | 6−3, 6−4                    |
| Dobles femenins    | Sara Errani Roberta Vinci        | Andrea Hlavacková Lucie Hradecká | 6−4, 6−2                    |
| Dobles mixtos      | Iekaterina Makàrova Bruno Soares | Kveta Peschke Marcin Matkowski   | 6−7(8), 6−1, [12−10]        |

### Copa Davis

#### Quadre
|  | Primera ronda 10 - 12 de febrer           | Primera ronda 10 - 12 de febrer              | Primera ronda 10 - 12 de febrer |                                |              | Quarts de final 6 - 8 d'abril | Quarts de final 6 - 8 d'abril          | Quarts de final 6 - 8 d'abril |   |   | Semifinals 14 - 16 de setembre | Semifinals 14 - 16 de setembre         | Semifinals 14 - 16 de setembre |  |   | Final 16 - 18 de novembre | Final 16 - 18 de novembre | Final 16 - 18 de novembre |
|  |                                           |                                              |                                 |                                |              |                               |                                        |                               |   |   |                                |                                        |                                |  |   |                           |                           |                           |
|  | Oviedo, Espanya (terra batuda interior)   |                                              |                                 |                                |              |                               |                                        |                               |   |   |                                |                                        |                                |  |   |                           |                           |                           |
|  | 1                                         | Espanya                                      | 5                               |                                |              |                               |                                        |                               |   |   |                                |                                        |                                |  |   |                           |                           |                           |
|  | 1                                         | Espanya                                      | 5                               | Orpesa, Espanya (terra batuda) |              |                               |                                        |                               |   |   |                                |                                        |                                |  |   |                           |                           |                           |
|  |                                           | Kazakhstan                                   | 0                               |                                |              |                               |                                        |                               |   |   |                                |                                        |                                |  |   |                           |                           |                           |
|  |                                           | Kazakhstan                                   | 0                               | 1                              | Espanya      | 4                             |                                        |                               |   |   |                                |                                        |                                |  |   |                           |                           |                           |
|  | Wiener Neustadt, Àustria (dura interior)  |                                              |                                 | 1                              | Espanya      | 4                             |                                        |                               |   |   |                                |                                        |                                |  |   |                           |                           |                           |
|  |                                           |                                              | Àustria                         | 1                              |              |                               |                                        |                               |   |   |                                |                                        |                                |  |   |                           |                           |                           |
|  | 8                                         | Rússia                                       | Àustria                         | 1                              | 2            |                               |                                        |                               |   |   |                                |                                        |                                |  |   |                           |                           |                           |
|  | 8                                         | Rússia                                       |                                 |                                | 2            |                               | Gijón, Espanya (terra batuda)          |                               |   |   |                                |                                        |                                |  |   |                           |                           |                           |
|  |                                           | Àustria                                      | 3                               |                                |              |                               |                                        |                               |   |   |                                |                                        |                                |  |   |                           |                           |                           |
|  |                                           |                                              |                                 |                                |              |                               | 1                                      | Espanya                       | 3 |   |                                |                                        |                                |  |   |                           |                           |                           |
|  | Vancouver, Canadà (dura interior)         |                                              |                                 |                                |              |                               | 1                                      | Espanya                       | 3 |   |                                |                                        |                                |  |   |                           |                           |                           |
|  |                                           | 6                                            | Estats Units                    | 1                              |              |                               |                                        |                               |   |   |                                |                                        |                                |  |   |                           |                           |                           |
|  | 4                                         | 6                                            | Estats Units                    | 1                              | França       | 4                             |                                        |                               |   |   |                                |                                        |                                |  |   |                           |                           |                           |
|  | 4                                         | Ròcabruna Caup Martin, França (terra batuda) |                                 |                                | França       | 4                             |                                        |                               |   |   |                                |                                        |                                |  |   |                           |                           |                           |
|  |                                           | Canadà                                       | 1                               |                                |              |                               |                                        |                               |   |   |                                |                                        |                                |  |   |                           |                           |                           |
|  |                                           | Canadà                                       | 1                               | 4                              | França       | 2                             |                                        |                               |   |   |                                |                                        |                                |  |   |                           |                           |                           |
|  | Friburg, Suïssa (terra batuda interior)   |                                              |                                 | 4                              | França       | 2                             |                                        |                               |   |   |                                |                                        |                                |  |   |                           |                           |                           |
|  |                                           | 6                                            | Estats Units                    | 3                              |              |                               |                                        |                               |   |   |                                |                                        |                                |  |   |                           |                           |                           |
|  | 6                                         | 6                                            | Estats Units                    | 3                              | Estats Units | 5                             |                                        |                               |   |   |                                |                                        |                                |  |   |                           |                           |                           |
|  | 6                                         |                                              |                                 |                                | Estats Units | 5                             |                                        |                               |   |   |                                | Praga, República Txeca (dura interior) |                                |  |   |                           |                           |                           |
|  |                                           | Suïssa                                       | 0                               |                                |              |                               |                                        |                               |   |   |                                |                                        |                                |  |   |                           |                           |                           |
|  |                                           |                                              |                                 |                                |              |                               |                                        |                               |   |   |                                |                                        |                                |  |   |                           |                           |                           |
|  |                                           |                                              |                                 |                                |              |                               |                                        |                               |   |   |                                |                                        |                                |  | 1 | Espanya                   | 2                         |                           |
|  | Ostrava, República Txeca (dura interior)  |                                              |                                 |                                |              |                               |                                        |                               |   |   |                                |                                        |                                |  | 1 | Espanya                   | 2                         |                           |
|  |                                           | 5                                            | Txèquia                         | 3                              |              |                               |                                        |                               |   |   |                                |                                        |                                |  |   |                           |                           |                           |
|  |                                           | 5                                            | Txèquia                         | 3                              | Itàlia       | 1                             |                                        |                               |   |   |                                |                                        |                                |  |   |                           |                           |                           |
|  |                                           | Praga, República Txeca (terra batuda)        |                                 |                                | Itàlia       | 1                             |                                        |                               |   |   |                                |                                        |                                |  |   |                           |                           |                           |
|  | 5                                         | Txèquia                                      | 4                               |                                |              |                               |                                        |                               |   |   |                                |                                        |                                |  |   |                           |                           |                           |
|  | 5                                         | Txèquia                                      | 4                               |                                | 5            | Txèquia                       | 4                                      |                               |   |   |                                |                                        |                                |  |   |                           |                           |                           |
|  | Niš, Sèrbia (dura interior)               |                                              |                                 |                                | 5            | Txèquia                       | 4                                      |                               |   |   |                                |                                        |                                |  |   |                           |                           |                           |
|  |                                           | 3                                            | Sèrbia                          | 1                              |              |                               |                                        |                               |   |   |                                |                                        |                                |  |   |                           |                           |                           |
|  |                                           | 3                                            | Sèrbia                          | 1                              | Suècia       | 1                             |                                        |                               |   |   |                                |                                        |                                |  |   |                           |                           |                           |
|  |                                           |                                              |                                 |                                | Suècia       | 1                             | Buenos Aires, Argentina (terra batuda) |                               |   |   |                                |                                        |                                |  |   |                           |                           |                           |
|  | 3                                         | Sèrbia                                       | 4                               |                                |              |                               |                                        |                               |   |   |                                |                                        |                                |  |   |                           |                           |                           |
|  | 3                                         | Sèrbia                                       | 4                               |                                |              |                               |                                        |                               |   | 5 | Txèquia                        | 3                                      |                                |  |   |                           |                           |                           |
|  | Hyogo, Japó (dura interior)               |                                              |                                 |                                |              |                               |                                        |                               |   | 5 | Txèquia                        | 3                                      |                                |  |   |                           |                           |                           |
|  |                                           | 2                                            | Argentina                       | 2                              |              |                               |                                        |                               |   |   |                                |                                        |                                |  |   |                           |                           |                           |
|  |                                           | 2                                            | Argentina                       | 2                              | Japó         | 2                             |                                        |                               |   |   |                                |                                        |                                |  |   |                           |                           |                           |
|  |                                           | Buenos Aires, Argentina (terra batuda)       |                                 |                                | Japó         | 2                             |                                        |                               |   |   |                                |                                        |                                |  |   |                           |                           |                           |
|  | 7                                         | Croàcia                                      | 3                               |                                |              |                               |                                        |                               |   |   |                                |                                        |                                |  |   |                           |                           |                           |
|  | 7                                         | Croàcia                                      | 3                               |                                | 7            | Croàcia                       | 1                                      |                               |   |   |                                |                                        |                                |  |   |                           |                           |                           |
|  | Bamberg, Alemanya (terra batuda interior) |                                              |                                 |                                | 7            | Croàcia                       | 1                                      |                               |   |   |                                |                                        |                                |  |   |                           |                           |                           |
|  |                                           | 2                                            | Argentina                       | 4                              |              |                               |                                        |                               |   |   |                                |                                        |                                |  |   |                           |                           |                           |
|  |                                           | 2                                            | Argentina                       | 4                              | Alemanya     | 1                             |                                        |                               |   |   |                                |                                        |                                |  |   |                           |                           |                           |
|  |                                           |                                              |                                 |                                | Alemanya     | 1                             |                                        |                               |   |   |                                |                                        |                                |  |   |                           |                           |                           |
|  | 2                                         | Argentina                                    | 4                               |                                |              |                               |                                        |                               |   |   |                                |                                        |                                |  |   |                           |                           |                           |

#### Final
| · República Txeca · 3 | O2 Arena, Praga, República Txeca 16 - 18 de novembre de 2012 Dura interior | O2 Arena, Praga, República Txeca 16 - 18 de novembre de 2012 Dura interior | · Espanya · 2 |     |     |      |     |  |
| \| \| \| \| 1 \| 2 \| 3 \| 4 \| 5 \| \| \| - \| ------------------------- \| ------------------------------------------------------------- \| --- \| --- \| --- \| ---- \| --- \| \| \| 1 \| República Txeca · Espanya \| Radek Štěpánek David Ferrer \| 3 6 \| 4 6 \| 4 6 \| \| \| \| \| 2 \| República Txeca · Espanya \| Tomáš Berdych Nicolás Almagro \| 6 3 \| 3 6 \| 6 3 \| 6⁵ 7 \| 6 3 \| \| \| 3 \| República Txeca · Espanya \| Tomáš Berdych / Radek Štěpánek Marcel Granollers / Marc López \| 3 6 \| 7 5 \| 7 5 \| 6 3 \| \| \| \| 4 \| República Txeca · Espanya \| Tomáš Berdych David Ferrer \| 2 6 \| 3 6 \| 5 7 \| \| \| \| \| 5 \| República Txeca · Espanya \| Radek Štěpánek Nicolás Almagro \| 6 4 \| 6 0 \| 3 6 \| 6 3 \| \| \| |                                                                            |                                                                            |               |     |     |      |     |  |
| |                                                                            |                                                                            | 1             | 2   | 3   | 4    | 5   |  |
| 1 | República Txeca · Espanya                                                  | Radek Štěpánek David Ferrer                                                | 3 6           | 4 6 | 4 6 |      |     |  |
| 2 | República Txeca · Espanya                                                  | Tomáš Berdych Nicolás Almagro                                              | 6 3           | 3 6 | 6 3 | 6⁵ 7 | 6 3 |  |
| 3 | República Txeca · Espanya                                                  | Tomáš Berdych / Radek Štěpánek Marcel Granollers / Marc López              | 3 6           | 7 5 | 7 5 | 6 3  |     |  |
| 4 | República Txeca · Espanya                                                  | Tomáš Berdych David Ferrer                                                 | 2 6           | 3 6 | 5 7 |      |     |  |
| 5 | República Txeca · Espanya                                                  | Radek Štěpánek Nicolás Almagro                                             | 6 4           | 6 0 | 3 6 | 6 3  |     |  |

| Copa Davis 2012               |
| ----------------------------- |
| República Txeca · Segon títol |

### Copa Federació

#### Quadre
|  | Primera ronda 4 - 5 de febrer          | Primera ronda 4 - 5 de febrer            | Primera ronda 4 - 5 de febrer |                                        |          | Semifinals 21 - 22 d'abril | Semifinals 21 - 22 d'abril             | Semifinals 21 - 22 d'abril |  |  | Final 3 - 4 de novembre | Final 3 - 4 de novembre | Final 3 - 4 de novembre |
|  |                                        |                                          |                               |                                        |          |                            |                                        |                            |  |  |                         |                         |                         |
|  | Moscou, Rússia (dura interior)         |                                          |                               |                                        |          |                            |                                        |                            |  |  |                         |                         |                         |
|  | 1                                      | Rússia                                   | 3                             |                                        |          |                            |                                        |                            |  |  |                         |                         |                         |
|  | 1                                      | Rússia                                   | 3                             | Moscou, Rússia (terra batuda interior) |          |                            |                                        |                            |  |  |                         |                         |                         |
|  |                                        | Espanya                                  | 2                             |                                        |          |                            |                                        |                            |  |  |                         |                         |                         |
|  |                                        | Espanya                                  | 2                             | 1                                      | Rússia   | 2                          |                                        |                            |  |  |                         |                         |                         |
|  | Charleroi, Bèlgica (dura interior)     |                                          |                               | 1                                      | Rússia   | 2                          |                                        |                            |  |  |                         |                         |                         |
|  |                                        |                                          | Sèrbia                        | 3                                      |          |                            |                                        |                            |  |  |                         |                         |                         |
|  |                                        | Sèrbia                                   | Sèrbia                        | 3                                      | 3        |                            |                                        |                            |  |  |                         |                         |                         |
|  |                                        | Sèrbia                                   |                               |                                        | 3        |                            | Praga, República Txeca (dura interior) |                            |  |  |                         |                         |                         |
|  | 4                                      | Bèlgica                                  | 2                             |                                        |          |                            |                                        |                            |  |  |                         |                         |                         |
|  | 4                                      | Bèlgica                                  | 2                             |                                        |          |                            |                                        |                            |  |  | Sèrbia                  | 1                       |                         |
|  | Biella, Itàlia (terra batuda interior) |                                          |                               |                                        |          |                            |                                        |                            |  |  | Sèrbia                  | 1                       |                         |
|  |                                        | 2                                        | Txèquia                       | 3                                      |          |                            |                                        |                            |  |  |                         |                         |                         |
|  | 3                                      | 2                                        | Txèquia                       | 3                                      | Itàlia   | 3                          |                                        |                            |  |  |                         |                         |                         |
|  | 3                                      | Ostrava, República Txeca (dura interior) |                               |                                        | Itàlia   | 3                          |                                        |                            |  |  |                         |                         |                         |
|  |                                        | Ucraïna                                  | 2                             |                                        |          |                            |                                        |                            |  |  |                         |                         |                         |
|  |                                        | Ucraïna                                  | 2                             | 3                                      | Itàlia   | 1                          |                                        |                            |  |  |                         |                         |                         |
|  | Stuttgart, Alemanya (dura interior)    |                                          |                               | 3                                      | Itàlia   | 1                          |                                        |                            |  |  |                         |                         |                         |
|  |                                        | 2                                        | Txèquia                       | 4                                      |          |                            |                                        |                            |  |  |                         |                         |                         |
|  |                                        | 2                                        | Txèquia                       | 4                                      | Alemanya | 1                          |                                        |                            |  |  |                         |                         |                         |
|  |                                        |                                          |                               |                                        | Alemanya | 1                          |                                        |                            |  |  |                         |                         |                         |
|  | 2                                      | Txèquia                                  | 4                             |                                        |          |                            |                                        |                            |  |  |                         |                         |                         |

#### Final
| · República Txeca · 3 | O2 Arena, Praga, República Txeca 3 - 4 de novembre de 2012 Dura interior | O2 Arena, Praga, República Txeca 3 - 4 de novembre de 2012 Dura interior | · Sèrbia · 1 |     |   |             |
| \| \| \| \| 1 \| 2 \| 3 \| \| \| - \| ------------------------ \| ------------------------------------------------------------------------ \| --- \| --- \| - \| ----------- \| \| 1 \| República Txeca · Sèrbia \| Lucie Šafářová Ana Ivanović \| 6 4 \| 6 3 \| \| \| \| 2 \| República Txeca · Sèrbia \| Petra Kvitová Jelena Janković \| 6 4 \| 6 1 \| \| \| \| 3 \| República Txeca · Sèrbia \| Petra Kvitová Ana Ivanović \| 3 6 \| 5 7 \| \| \| \| 4 \| República Txeca · Sèrbia \| Lucie Šafářová Jelena Janković \| 6 1 \| 6 1 \| \| \| \| 5 \| República Txeca · Sèrbia \| Andrea Hlaváčková / Lucie Hradecká Bojana Jovanovski / Aleksandra Krunić \| \| \| \| no disputat \| |                                                                          |                                                                          |              |     |   |             |
| |                                                                          |                                                                          | 1            | 2   | 3 |             |
| 1 | República Txeca · Sèrbia                                                 | Lucie Šafářová Ana Ivanović                                              | 6 4          | 6 3 |   |             |
| 2 | República Txeca · Sèrbia                                                 | Petra Kvitová Jelena Janković                                            | 6 4          | 6 1 |   |             |
| 3 | República Txeca · Sèrbia                                                 | Petra Kvitová Ana Ivanović                                               | 3 6          | 5 7 |   |             |
| 4 | República Txeca · Sèrbia                                                 | Lucie Šafářová Jelena Janković                                           | 6 1          | 6 1 |   |             |
| 5 | República Txeca · Sèrbia                                                 | Andrea Hlaváčková / Lucie Hradecká Bojana Jovanovski / Aleksandra Krunić |              |     |   | no disputat |

| Copa Federació 2012           |
| ----------------------------- |
| República Txeca · Segon títol |

### Copa Hopman
Grup A
| Pos. | País         | V | D | Partits | Sets    |
| ---- | ------------ | - | - | ------- | ------- |
| 1    | Txèquia      | 3 | 0 | 7 − 1   | 15 − 4  |
| 2    | Bulgària     | 2 | 1 | 5 − 4   | 11 − 10 |
| 3    | Dinamarca    | 1 | 2 | 3 − 5   | 9 − 11  |
| 4    | Estats Units | 0 | 3 | 2 − 7   | 4 − 14  |

Grup B
| Pos. | País            | V | D | Partits | Sets   |
| ---- | --------------- | - | - | ------- | ------ |
| 1    | França          | 3 | 0 | 7 − 1   | 15 − 3 |
| 2    | Espanya         | 2 | 1 | 4 − 4   | 9 − 10 |
| 3    | Austràlia       | 1 | 2 | 3 − 6   | 8 − 13 |
| 4    | R.P. de la Xina | 0 | 3 | 3 − 6   | 6 − 12 |

#### Final
| · República Txeca · 2 | Burswood Entertainment Complex, Perth 7 de gener de 2012 Dura interior | Burswood Entertainment Complex, Perth 7 de gener de 2012 Dura interior | · França · 0 |     |   |             |
| \| \| \| \| 1 \| 2 \| 3 \| \| \| - \| ------------------------ \| -------------------------------------------------------------- \| ---- \| --- \| - \| ----------- \| \| 1 \| República Txeca · França \| Petra Kvitová Marion Bartoli \| 7 5 \| 6 1 \| \| \| \| 2 \| República Txeca · França \| Tomáš Berdych Richard Gasquet \| 7 60 \| 6 4 \| \| \| \| 3 \| República Txeca · França \| Petra Kvitová / Tomáš Berdych Marion Bartoli / Richard Gasquet \| \| \| \| No disputat \| |                                                                        |                                                                        |              |     |   |             |
| |                                                                        |                                                                        | 1            | 2   | 3 |             |
| 1 | República Txeca · França                                               | Petra Kvitová Marion Bartoli                                           | 7 5          | 6 1 |   |             |
| 2 | República Txeca · França                                               | Tomáš Berdych Richard Gasquet                                          | 7 60         | 6 4 |   |             |
| 3 | República Txeca · França                                               | Petra Kvitová / Tomáš Berdych Marion Bartoli / Richard Gasquet         |              |     |   | No disputat |

| Copa Hopman 2012              |
| ----------------------------- |
| República Txeca · Segon títol |

## Jocs Olímpics
| Esdeveniment       | Final                          | Final                             | Final            | Final de consolació              | Final de consolació            | Final de consolació |
| ------------------ | ------------------------------ | --------------------------------- | ---------------- | -------------------------------- | ------------------------------ | ------------------- |
| Esdeveniment       | Or                             | Argent                            | Resultat         | Bronze                           | 4t lloc                        | Resultat            |
| Individual masculí | Andy Murray                    | Roger Federer                     | 6−2, 6−1, 6−4    | Juan Martín del Potro            | Novak Đoković                  | 7−5, 6−4            |
| Individual femení  | Serena Williams                | Maria Xaràpova                    | 6−0, 6−1         | Viktória Azàrenka                | Maria Kirilenko                | 6−3, 6−4            |
| Dobles masculins   | Bob Bryan Mike Bryan           | Michaël Llodra Jo-Wilfried Tsonga | 6−4, 7−6(2)      | Julien Benneteau Richard Gasquet | David Ferrer Feliciano López   | 7−6(4), 6−2         |
| Dobles femenins    | Serena Williams Venus Williams | Andrea Hlaváčková Lucie Hradecká  | 6−4, 6−4         | Maria Kirilenko Nàdia Petrova    | Liezel Huber Lisa Raymond      | 4−6, 6−4, 6−1       |
| Dobles mixtos      | Viktória Azàrenka Maks Mirni   | Laura Robson Andy Murray          | 2−6, 6−3, [10−8] | Lisa Raymond Mike Bryan          | Sabine Lisicki Christopher Kas | 6−3, 4−6, [10−4]    |

## ATP World Tour

### ATP World Tour Finals
- Classificats individuals:  Roger Federer,  Novak Đoković,  Andy Murray,  David Ferrer,  Tomáš Berdych,  Juan Martín del Potro,  Jo-Wilfried Tsonga,  Janko Tipsarević
- Classificats dobles:  Maks Mirni /  Daniel Nestor,  Bob Bryan /  Mike Bryan,  Robert Lindstedt /  Horia Tecău,  Leander Paes /  Radek Štěpánek,  Jonathan Marray /  Frederik Nielsen,  Marcel Granollers /  Marc López,  Aisam-Ul-Haq Qureshi /  Jean-Julien Rojer,  Mahesh Bhupathi /  Rohan Bopanna

| Categoria  | Campiona/es                  | Finalista/es                  | Resultat         |
| ---------- | ---------------------------- | ----------------------------- | ---------------- |
| Individual | Novak Đoković                | Roger Federer                 | 7−6(6), 7−5      |
| Dobles     | Marcel Granollers Marc López | Mahesh Bhupathi Rohan Bopanna | 7−5, 3−6, [10−3] |

### ATP World Tour Masters 1000
| Torneig      | Individual    | Individual      | Individual        | Dobles                               | Dobles                                 | Dobles              |
| Torneig      | Campió        | Finalista       | Resultat          | Campions                             | Finalistes                             | Resultat            |
| ------------ | ------------- | --------------- | ----------------- | ------------------------------------ | -------------------------------------- | ------------------- |
| Indian Wells | Roger Federer | John Isner      | 7−6(7), 6−3       | Marc López Rafael Nadal              | John Isner Sam Querrey                 | 6−2, 7−6(3)         |
| Miami        | Novak Đoković | Andy Murray     | 6−1, 7−6(4)       | Leander Paes Radek Štěpánek          | Maks Mirni Daniel Nestor               | 3−6, 6−1, [10−8]    |
| Montecarlo   | Rafael Nadal  | Novak Đoković   | 6−3, 6−1          | Bob Bryan Mike Bryan                 | Maks Mirni Daniel Nestor               | 6−2, 6−3            |
| Madrid       | Roger Federer | Tomáš Berdych   | 3−6, 7−5, 7−5     | Mariusz Fyrstenberg Marcin Matkowski | Robert Lindstedt Horia Tecău           | 6−3, 6−4            |
| Roma         | Rafael Nadal  | Novak Đoković   | 7−5, 6−3          | Marcel Granollers Marc López         | Łukasz Kubot Janko Tipsarević          | 6−3, 6−2            |
| Toronto      | Novak Đoković | Richard Gasquet | 6−3, 6−2          | Bob Bryan Mike Bryan                 | Marcel Granollers Marc López           | 6−1, 4−6, [12−10]   |
| Cincinnati   | Roger Federer | Novak Đoković   | 6−0, 7−6(7)       | Robert Lindstedt Horia Tecău         | Mahesh Bhupathi Rohan Bopanna          | 6−4, 6−4            |
| Xangai       | Novak Đoković | Andy Murray     | 5−7, 7−6(11), 6−3 | Leander Paes Radek Štěpánek          | Mahesh Bhupathi Rohan Bopanna          | 6−7(7), 6−3, [10−5] |
| París        | David Ferrer  | Jerzy Janowicz  | 6−4, 6−3          | Mahesh Bhupathi Rohan Bopanna        | Aisam-ul-Haq Qureshi Jean-Julien Rojer | 7−6(6), 6−3         |

### Copa del món de tennis
| Pos. | País     | Punts | Partits | Sets   |
| ---- | -------- | ----- | ------- | ------ |
| 1    | Sèrbia   | 3 − 0 | 6 − 3   | 12 − 7 |
| 2    | Alemanya | 2 − 1 | 7 − 2   | 15 − 6 |
| 3    | Rússia   | 1 − 2 | 3 − 6   | 7 − 13 |
| 4    | Croàcia  | 0 − 3 | 2 − 7   | 6 − 14 |

| Pos. | País         | Punts | Partits | Sets   |
| ---- | ------------ | ----- | ------- | ------ |
| 1    | Txèquia      | 3 − 0 | 7 − 2   | 16 − 8 |
| 2    | Argentina    | 2 − 1 | 7 − 2   | 16 − 7 |
| 3    | Estats Units | 1 − 2 | 2 − 7   | 6 − 15 |
| 4    | Japó         | 0 − 3 | 2 − 7   | 7 − 15 |

#### Final
| · República Txeca · 0 | Düsseldorf, Alemanya 26 de maig de 2012 Terra batuda | Düsseldorf, Alemanya 26 de maig de 2012 Terra batuda               | · Sèrbia · 3 |      |     |  |
| \| \| \| \| 1 \| 2 \| 3 \| \| \| - \| ------------------------ \| ------------------------------------------------------------------ \| --- \| ---- \| --- \| \| \| 1 \| República Txeca · Sèrbia \| Tomáš Berdych Janko Tipsarević \| 5 7 \| 68 7 \| \| \| \| 2 \| República Txeca · Sèrbia \| Radek Štěpánek Viktor Troicki \| 6 2 \| 4 6 \| 3 6 \| \| \| 3 \| República Txeca · Sèrbia \| Tomáš Berdych / František Čermák Janko Tipsarević / Nenad Zimonjić \| 3 6 \| 1 6 \| \| \| |                                                      |                                                                    |              |      |     |  |
| |                                                      |                                                                    | 1            | 2    | 3   |  |
| 1 | República Txeca · Sèrbia                             | Tomáš Berdych Janko Tipsarević                                     | 5 7          | 68 7 |     |  |
| 2 | República Txeca · Sèrbia                             | Radek Štěpánek Viktor Troicki                                      | 6 2          | 4 6  | 3 6 |  |
| 3 | República Txeca · Sèrbia                             | Tomáš Berdych / František Čermák Janko Tipsarević / Nenad Zimonjić | 3 6          | 1 6  |     |  |

| Copa del món de tennis 2012 |
| --------------------------- |
| Sèrbia · Segon títol        |

## Sony Ericsson WTA Tour

### WTA Tour Championships
- Classificades individuals:  Maria Xaràpova,  Viktória Azàrenka,  Serena Williams,  Agnieszka Radwańska,  Angelique Kerber,  Petra Kvitová,  Sara Errani,  Li Na i  Samantha Stosur (suplent)
- Classificades dobles:  Sara Errani /  Roberta Vinci,  Liezel Huber /  Lisa Raymond,  Andrea Hlavacková /  Lucie Hradecká i  Maria Kirilenko /  Nàdia Petrova

| Categoria  | Campiona/es                   | Finalista/es                     | Resultat |
| ---------- | ----------------------------- | -------------------------------- | -------- |
| Individual | Serena Williams               | Maria Xaràpova                   | 6−4, 6−3 |
| Dobles     | Maria Kirilenko Nàdia Petrova | Andrea Hlavacková Lucie Hradecká | 6−1, 6−4 |

### WTA Tournament of Champions
- Classificades:  Caroline Wozniacki,  Nàdia Petrova,  Maria Kirilenko,  Roberta Vinci,  Hsieh Su-Wei,  Zheng Jie,  Daniela Hantuchová i  Tsvetana Pironkova

| Categoria  | Campiona      | Finalista          | Resultat |
| ---------- | ------------- | ------------------ | -------- |
| Individual | Nàdia Petrova | Caroline Wozniacki | 6−2, 6−1 |

### WTA Premier Tournaments
| Torneig      | Individual          | Individual          | Individual       | Dobles                                             | Dobles                                    | Dobles              |
| Torneig      | Campiona            | Finalista           | Resultat         | Campiones                                          | Finalistes                                | Resultat            |
| ------------ | ------------------- | ------------------- | ---------------- | -------------------------------------------------- | ----------------------------------------- | ------------------- |
| Brisbane     | Kaia Kanepi         | Daniela Hantuchová  | 6−2, 6−1         | Núria Llagostera Vives Arantxa Parra Santonja      | Raquel Kops-Jones Abigail Spears          | 7−6(2), 7−6(2)      |
| Sydney       | Viktória Azàrenka   | Li Na               | 6−2, 1−6, 6−3    | Květa Peschke Katarina Srebotnik                   | Liezel Huber Lisa Raymond                 | 6−1, 4−6, [13−11]   |
| París        | Angelique Kerber    | Marion Bartoli      | 7−6(3), 5−7, 6−3 | Liezel Huber Lisa Raymond                          | Anna-Lena Grönefeld Petra Martić          | 7−6(4), 6−1         |
| Doha         | Viktória Azàrenka   | Samantha Stosur     | 6−1, 6−2         | Liezel Huber Lisa Raymond                          | Raquel Kops-Jones Abigail Spears          | 6−3, 6−1            |
| Dubai        | Agnieszka Radwańska | Julia Görges        | 7−5, 6−4         | Liezel Huber Lisa Raymond                          | Sania Mirza Ielena Vesninà                | 6−2, 6−1            |
| Indian Wells | Viktória Azàrenka   | Maria Xaràpova      | 6−2, 6−3         | Liezel Huber Lisa Raymond                          | Sania Mirza Ielena Vesninà                | 6−2, 6−3            |
| Miami        | Agnieszka Radwańska | Maria Xaràpova      | 7−5, 6−4         | Maria Kirilenko Nàdia Petrova                      | Sara Errani Roberta Vinci                 | 7−6(0), 4−6, [10−4] |
| Charleston   | Serena Williams     | Lucie Šafářová      | 6−0, 6−1         | Anastassia Pavliutxénkova Lucie Šafářová           | Anabel Medina Garrigues Iaroslava Xvédova | 5−7, 6−4, [10−6]    |
| Stuttgart    | Maria Xaràpova      | Viktória Azàrenka   | 6−1, 6−4         | Iveta Benešová Barbora Záhlavová-Strýcová          | Julia Görges Anna-Lena Grönefeld          | 6−4, 7−5            |
| Madrid       | Serena Williams     | Viktória Azàrenka   | 6−1, 6−3         | Sara Errani Roberta Vinci                          | Iekaterina Makàrova Ielena Vesninà        | 6−1, 3−6, [10−4]    |
| Roma         | Maria Xaràpova      | Li Na               | 4−6, 6−4, 7−6(5) | Sara Errani Roberta Vinci                          | Iekaterina Makàrova Ielena Vesninà        | 6−2, 7−5            |
| Brussel·les  | Agnieszka Radwańska | Simona Halep        | 7−5, 6−0         | Bethanie Mattek-Sands Sania Mirza                  | Alicja Rosolska Zheng Jie                 | 6−3, 6−2            |
| Eastbourne   | Tamira Paszek       | Angelique Kerber    | 5−7, 6−3, 7−5    | Núria Llagostera Vives María José Martínez Sánchez | Liezel Huber Lisa Raymond                 | 6−4, retirada       |
| Stanford     | Serena Williams     | Coco Vandeweghe     | 7−5, 6−3         | Marina Erakovic Heather Watson                     | Jarmila Gajdošová Vania King              | 7−5, 7−6(7)         |
| San Diego    | Dominika Cibulková  | Marion Bartoli      | 6−1, 7−5         | Raquel Kops-Jones Abigail Spears                   | Vania King Nàdia Petrova                  | 6−2, 6−4            |
| Mont-real    | Petra Kvitová       | Li Na               | 7−5, 2−6, 6−3    | Klaudia Jans-Ignacik Kristina Mladenovic           | Nàdia Petrova Katarina Srebotnik          | 7−5, 2−6, [10−7]    |
| Cincinnati   | Li Na               | Angelique Kerber    | 1−6, 6−3, 6−1    | Andrea Hlaváčková Lucie Hradecká                   | Katarina Srebotnik Zheng Jie              | 6−1, 6−3            |
| New Haven    | Petra Kvitová       | Maria Kirilenko     | 7−6(9), 7−5      | Liezel Huber Lisa Raymond                          | Andrea Hlaváčková Lucie Hradecká          | 4−6, 6−0, [10−4]    |
| Tòquio       | Nàdia Petrova       | Agnieszka Radwańska | 6−0, 1−6, 6−3    | Raquel Kops-Jones Abigail Spears                   | Anna-Lena Grönefeld Květa Peschke         | 6−1, 6−4            |
| Pequín       | Viktória Azàrenka   | Maria Xaràpova      | 6−3, 6−1         | Iekaterina Makàrova Ielena Vesninà                 | Núria Llagostera Vives Sania Mirza        | 7−5, 7−5            |
| Moscou       | Caroline Wozniacki  | Samantha Stosur     | 6−2, 4−6, 7−5    | Iekaterina Makàrova Ielena Vesninà                 | Maria Kirilenko Nàdia Petrova             | 6−3, 1−6, [10−8]    |